# Ёлкин, Иван Иванович
Иван Иванович Ёлкин (1903, Большая Горка, Костромская губерния — 1985, Москва) — советский хозяйственный, государственный и политический деятель, доктор медицинских наук, профессор, заслуженный деятель науки Узбекской ССР.

## Биография
Родился в 1903 году в Большой Горке (ныне — в Кологривский район Костромской области). Член КПСС.
С 1928 года — на хозяйственной, общественной и политической работе. В 1928—1968 гг. — заведующий лабораторией гигиены труда Нижегородского института профзаболеваний, заместитель директора по учебной части Нижегородского медицинского института, заместитель заведующего Кировским облздравотделом и областной госсанинспектор, главный государственный санинспектор СССР, директор Саратовского противочумного института «Микроб», заведующий лабораторией в Московском институте им. Мечникова, участник Великой Отечественной войны, эпидемиолог армии, главный эпидемиолог фронта, работник Института биологической профилактики инфекций, заведующий кафедрой эпидемиологии ЦИУ, заведующий кафедрой эпидемиологии 1-го ММИ, заместитель директора по науке Центрального института эпидемиологии Министерства здравоохранения СССР.
Умер в Москве в 1985 году.